# Pierścień (biżuteria)

Klasyczna budowa pierścienia ozdobionego kamieniem przezroczystym

Pierścień – rodzaj biżuterii w kształcie małej obręczy nakładanej na palec ręki. Pierścień wykonany jest najczęściej z metalu szlachetnego i zwykle posiada oprawiony kamień, czyli oszlifowany kamień szlachetny.

## Rozmiary
Standardowe rozmiary stosowane w złotnictwie w Polsce i niektórych krajach europejskich wynikają z normy ISO 8653:2016. Minimalny stosowany rozmiar to 1, maksymalny rozmiar to 36, tolerancja średnicy ± 0,02 mm.
| Rozmiar pierścionka | Obwód w mm | Średnica w mm |
| ------------------- | ---------- | ------------- |
| 1                   | 41         | 13,05         |
| 2                   | 42         | 13,36         |
| 3                   | 43         | 13,68         |
| 4                   | 44         | 14,00         |
| 5                   | 45         | 14,32         |
| 6                   | 46         | 14,64         |
| 7                   | 47         | 14,95         |
| 8                   | 48         | 15,27         |
| 9                   | 49         | 15,59         |
| 10                  | 50         | 15,91         |
| 11                  | 51         | 16,23         |
| 12                  | 52         | 16,55         |
| 13                  | 53         | 16,86         |
| 14                  | 54         | 17,18         |
| 15                  | 55         | 17,50         |
| 16                  | 56         | 17,82         |
| 17                  | 57         | 18,14         |
| 18                  | 58         | 18,45         |
| 19                  | 59         | 18,77         |
| 20                  | 60         | 19,09         |
| 21                  | 61         | 19,41         |
| 22                  | 62         | 19,73         |
| 23                  | 63         | 20,05         |
| 24                  | 64         | 20,36         |
| 25                  | 65         | 20,68         |
| 26                  | 66         | 21,00         |
| 27                  | 67         | 21,32         |
| 28                  | 68         | 21,64         |
| 29                  | 69         | 21,95         |
| 30                  | 70         | 22,27         |
| 31                  | 71         | 22,59         |
| 32                  | 72         | 22,91         |
| 33                  | 73         | 23,23         |
| 34                  | 74         | 23,55         |
| 35                  | 75         | 23,86         |
| 36                  | 76         | 24,18         |

## Historia
Ten typ biżuterii znany był większości kultur i kręgów etnicznych. Początkowo, np. w Egipcie, wykonywany był z fragmentu drutu, a jego końce nie łączyły się. Odpowiednio grawerowanych pierścieni używano dawniej w charakterze pieczęci zastępujących podpis. Ok 1500 p.n.e. w Egipcie weszły w użycie pieczęcie w formie pierścieni. Szczególną popularność pierścienie zdobyły w starożytnej Grecji, zwłaszcza w okresie hellenistycznym.
Ze względu na kształt niemający punktu początkowego ani końca, pierścień od dawna uważany był za symbol wieczności. Łączono z nim wyobrażenia o cechach magicznych, przypisując mu zdolność przeciwdziałania złym mocom i czarom, lub odwrotnie – oddziaływanie podczas wykonywania zaklęć czy rzucania tzw. klątw. Noszono go więc jako amulet, a utratę lub pęknięcie pierścienia uważano przesądnie za oznakę nieszczęścia.
Ponadto pierścień zawiera w sobie symbolikę związku, wierności i przynależności do wspólnoty bądź społeczności (np. szlachecki pierścień rodowy). Dlatego bywa oznaką wyróżnienia, urzędu czy godności – jak np. pierścień królów (władców), rzymskich senatorów, rycerzy. Od późnego średniowiecza rozpowszechnił się zwyczaj noszenia obrączek jako symbolu zawarcia małżeństwa. Ok. XVI wieku w Europie zaczęto nosić pierścionki zaręczynowe.
Odmianą pierścienia jest sygnet jako mała, ujęta w pierścieniową oprawę pieczęć osobista, używana już od XII w.
Pierścień Rybaka jest oznaką godności papieża jako następcy Piotra Apostoła, a pierścień biskupa stanowi znak więzi między nim a kierowanym przez niego kościołem lokalnym. 
Dla podkreślenia ważności jak i wartości pierścieni pilnie je strzeżono, dziedzicząc i często przez wieki przekazując z pokolenia na pokolenie.